# Sybra violata
Sybra violata es una especie de escarabajo del género Sybra, familia Cerambycidae. Fue descrita científicamente por Pascoe en 1865.
Habita en Papúa Nueva Guinea. Esta especie mide 11,8 mm.